# Wang Tong
Wang Tong (王彤S, Wáng TóngP; Shenyang, 12 febbraio 1993) è un calciatore cinese, difensore dello Shandong Luneng.

## Carriera

### Club
Ha esordito nella prima divisione cinese nel 2010, all'età di 17 anni. Nel corso degli anni ha anche giocato 26 partite nella AFC Champions League (una nei turni preliminari e 25 nella fase finale del torneo).

### Nazionale
Tra il 2015 ed il 2018 ha giocato complessivamente 3 partite nella nazionale cinese.

## Palmarès

### Club

#### Competizioni nazionali
- Coppa della Cina: 4

Shandong Luneng: 2014, 2020, 2021, 2022
- Supercoppa di Cina: 1

Shandong Luneng: 2015